# 추적단 불꽃
추적단 불꽃은 대한민국의 n번방 사건에서 '텔레그램 n번방'의 실체를 처음으로 밝힌 취재단이다. 대학생으로서 탐사취재 공모전에 참가하기 위해 '추적단 불꽃' 활동을 시작했다. 2019년 7월 취재단은 성폭력 영상물을 공유하는 단체 채팅방이 텔레그램에서 운영되는 것을 알게 되었고, 잠입 취재를 통해 미성년자를 포함한 여성들의 성착취 영상을 공유한 텔레그램 n번방의 실체를 확인했으며, 주요 언론사에 제보하고 수사기관에 신고하면서 익명성 뒤에 숨은 가해자들의 메커니즘이 세상에 알려지게 되었다. 이어 한겨레, 국민일보가 적극적으로 공론화에 나섰다. 텔레그램 성착취 사건 취재로 제22회 국제앰네스티 언론상 시상식에서 한겨레는 본상을, 추적단 불꽃은 특별상을 받았다. 2020년 4월 2일, 강원도경찰청은 해당 사건을 세상에 알린 대학생 공익제보자들에 대해 신변보호에 나섰다.
2022년 1월, '불'이 박지현이라는 실명을 밝히고 정치권을 향했고, '단'은 피해자지원 활동가 겸 기자 활동을 이어가다가 미디어플랫폼 alookso(얼룩소)에 합류, 2022년 8월말에 원은지라는 실명을 공개하며 저널리스트로서 첫 기사를 내놓았다.

## 수상
- 2019년 9월 제1회 뉴스통신진흥회 탐사심층르포 공모전 우수상
- 2019년 11월 강원지방경찰청 감사장
- 2020년 3월 제355회 한국기자협회 이달의 기자상 특별상
- 2020년 4월 제22회 국제엠네스티 언론상 특별상
- 2020년 6월 제3회 민주화운동기념사업회 6월 민주상 특별상
- 2020년 6월 한국방송학회 봄철 정기학술대회 특별상
- 2020년 9월 여성가족부 장관 표창
- 2020년 9월 서울국제여성영화제 올해의 보이스 수상

## 관련 저서
- 추적단 불꽃, 《우리가 우리를 우리라고 부를 때》, 이봄, 2020년 9월 23일, ISBN 9791190582353